# 許秀年
許秀年（1953年12月21日—），雲林縣麥寮鄉麥津村人，台灣歌仔戲女演員，戲齡超過62年，先後與楊麗花、黃香蓮等電視歌仔戲演員合作，有「永遠的娘子」稱號。

## 早年經歷
許秀年出身麥寮拱樂社，3歲以一曲「小白菜」獻藝、五歲出任《紅樓殘夢》的囝仔生，因表現優異，引領內臺歌仔戲「囝仔生」的風潮。更因主演1959年電影《孤兒流浪記》、1963年電影《流浪三兄妹》，紅極一時，至1964年累積拍攝電影達九部。
除拍攝電影之外，也在麥寮拱樂社登台演出，在1969年於中視演出電視歌仔戲，演出生涯直到1971年3月，麥寮拱樂社宣布散班、停止演出，於此之後，正式與楊麗花合作演出。

## 演藝經歷
1970年代開始，許秀年進入台視與楊麗花合作，在楊麗花鼓勵下，許秀年從本攻小生轉攻小旦，共拍攝《李旦與鳳嬌》、《再生緣》、《七世夫妻》、《俠影秋霜》、《梁山伯與祝英台》等無數膾炙人口的戲出，被讚譽為「楊麗花永遠的娘子」。除了與楊麗花合作之外，許秀年也與李如麟、黃香蓮等電視歌仔戲演員合作。
1981伴楊麗花歌仔戲登上國父紀念館演出《漁孃》，開歌仔戲在現代劇場演出之先鋒。
1997年，唐美雲創立唐美雲歌仔戲團，許秀年長期與其合作，不斷挑戰詮釋不同樣貌的劇中人物。
2012年12月22日於臺北市立社會教育館大稻埕戲苑出席《娘子·許秀年》新書發表會。
2018年獲得第29屆傳藝金曲獎戲曲表演類特別獎。

## 作品列表

### 電視歌仔戲
| 年度   | 頻道 | 劇團                 | 劇名                          | 角色              |
| ------ | ---- | -------------------- | ----------------------------- | ----------------- |
| 1979年 | 台視 | 臺視歌仔戲劇團       | 《俠影秋霜》                  | 白月霜            |
| 1979年 | 台視 | 臺視歌仔戲劇團       | 《蓮花鐵三郎》                | 雲兒              |
| 1979年 | 台視 | 臺視歌仔戲劇團       | 《青山綠水情》                | 曹玉英 / 蘇小小   |
| 1980年 | 台視 | 臺視歌仔戲劇團       | 《俠骨英雄傳》                | 李翩翩            |
| 1980年 | 台視 | 臺視歌仔戲劇團       | 《薛平貴》                    | 王寶釧            |
| 1980年 | 台視 | 臺視歌仔戲劇團       | 《陸文龍》                    | 陸登夫人          |
| 1980年 | 台視 | 臺視歌仔戲劇團       | 《龍鳳再生緣》                | 孟麗君（鄺明堂）  |
| 1981年 | 台視 | 臺視楊麗花歌仔戲劇團 | 《鐵扇留香》                  | 水蓮荷            |
| 1981年 | 台視 | 臺視楊麗花歌仔戲劇團 | 《情海斷腸花》                | 董蓮君            |
| 1981年 | 台視 | 臺視楊麗花歌仔戲劇團 | 《朱洪武與劉伯溫》            | 妙娘              |
| 1981年 | 台視 | 臺視楊麗花歌仔戲劇團 | 《鐵漢金鷹》                  | 花翠菱            |
| 1981年 | 台視 | 臺視楊麗花歌仔戲劇團 | 《傳奇故事 - 嫦娥與后羿》     | 嫦娥              |
| 1981年 | 台視 | 臺視楊麗花歌仔戲劇團 | 《傳奇故事 - 打金枝》         | 八妹              |
| 1981年 | 台視 | 臺視楊麗花歌仔戲劇團 | 《傳奇故事 - 精忠報國》       | 李素英            |
| 1981年 | 台視 | 臺視楊麗花歌仔戲劇團 | 《傳奇故事 - 楊宗保與穆桂英》 | 穆桂英            |
| 1981年 | 台視 | 臺視楊麗花歌仔戲劇團 | 《傳奇故事 - 西廂記》         | 紅娘              |
| 1981年 | 台視 | 臺視楊麗花歌仔戲劇團 | 《傳奇故事 - 光緒帝與珍妃》   | 珍妃              |
| 1981年 | 台視 | 臺視楊麗花歌仔戲劇團 | 《傳奇故事 - 倩女離魂》       | 柳夢梅            |
| 1981年 | 台視 | 臺視楊麗花歌仔戲劇團 | 《傳奇故事 - 秦雪梅與商珞》   | 商珞              |
| 1981年 | 台視 | 臺視楊麗花歌仔戲劇團 | 《傳奇故事 - 碧霞山》         | 玉英 / 塗鳴鳴     |
| 1981年 | 台視 | 臺視楊麗花歌仔戲劇團 | 《傳奇故事 - 蔡松坡與小鳳仙》 | 小鳳仙            |
| 1981年 | 台視 | 臺視楊麗花歌仔戲劇團 | 《傳奇故事 - 甘國寶過台灣》   | 王蓮蓮            |
| 1981年 | 台視 | 臺視楊麗花歌仔戲劇團 | 《傳奇故事 - 楊乃武與小白菜》 | 小白菜            |
| 1982年 | 台視 | 臺視楊麗花歌仔戲劇團 | 《薛丁山》                    | 薛金蓮            |
| 1982年 | 台視 | 臺視楊麗花歌仔戲劇團 | 《西江月》                    | 陸菁              |
| 1982年 | 台視 | 臺視楊麗花歌仔戲劇團 | 《楊家將》                    | 柴玉霜            |
| 1982年 | 台視 | 臺視楊麗花歌仔戲劇團 | 《恩怨情天》                  | 杜雅瑛            |
| 1983年 | 台視 | 臺視楊麗花歌仔戲劇團 | 《七俠五義》                  | 丁月英            |
| 1983年 | 台視 | 臺視楊麗花歌仔戲劇團 | 《薛仁貴征東》                | 柳金花            |
| 1983年 | 台視 | 臺視楊麗花歌仔戲劇團 | 《白衣童子》                  | 白如月            |
| 1984年 | 台視 | 臺視楊麗花歌仔戲劇團 | 《梁山伯與祝英台》            | 祝英台            |
| 1984年 | 台視 | 臺視楊麗花歌仔戲劇團 | 《風流才子唐伯虎》            | 秋香              |
| 1984年 | 台視 | 臺視楊麗花歌仔戲劇團 | 《貍貓換太子》                | 寇珠              |
| 1984年 | 台視 | 臺視楊麗花歌仔戲劇團 | 《年羹堯新傳》                | 魚翠娘            |
| 1984年 | 台視 | 臺視楊麗花歌仔戲劇團 | 《花月正春風》                | 皇后              |
| 1986年 | 台視 | 臺視楊麗花歌仔戲劇團 | 《薛剛》                      | 紀鸞英            |
| 1986年 | 台視 | 臺視楊麗花歌仔戲劇團 | 《皇上難為》                  | 孫福如            |
| 1986年 | 台視 | 臺視楊麗花歌仔戲劇團 | 《孫臏下山》                  | 瑞蓮公主          |
| 1987年 | 台視 | 臺視楊麗花歌仔戲劇團 | 《王文英與竹蘆馬》            | 辛月霞            |
| 1987年 | 台視 | 臺視楊麗花歌仔戲劇團 | 《王伯東告御狀》              | 辛月霞            |
| 1987年 | 台視 | 臺視楊麗花歌仔戲劇團 | 《朱洪武》                    | 馬鸞英            |
| 1988年 | 台視 | 臺視楊麗花歌仔戲劇團 | 《英雄殘夢》                  | 姚靜君            |
| 1988年 | 台視 | 臺視楊麗花歌仔戲劇團 | 《薛丁山與樊梨花》            | 樊梨花            |
| 1989年 | 台視 | 臺視楊麗花歌仔戲劇團 | 《紅樓夢》                    | 林黛玉            |
| 1989年 | 台視 | 臺視楊麗花歌仔戲劇團 | 《泥馬渡康王》                | 崔明珠            |
| 1991年 | 台視 | 臺視楊麗花歌仔戲劇團 | 《新狄青》                    | 雙陽公主 / 李繼英 |
| 1991年 | 中視 | 中視歌劇團           | 《羅通掃北》                  | 屠爐公主 / 史玉蓮 |
| 1992年 | 中視 | 中視歌劇團           | 《大唐風雲錄》                | 長孫淑穎          |
| 1993年 | 中視 | 中視歌劇團           | 《寶貝王爺貴千金》            | 楊貴如 / 楊貴     |
| 1996年 | 台視 | 臺視楊麗花歌仔戲劇團 | 《四季紅 - 亂世情深》         | 李瓊花            |
| 1996年 | 台視 | 臺視楊麗花歌仔戲劇團 | 《四季紅 - 落花盈淚》         | 柳燕娘            |
| 1996年 | 台視 | 臺視楊麗花歌仔戲劇團 | 《四季紅 - 苦海思親》         | 江鳳雪            |
| 1997年 | 台視 | 臺視楊麗花歌仔戲劇團 | 《四季紅 - 七品巧縣官》       | 伍柳枝            |
| 2003年 | 台視 | 臺視楊麗花歌仔戲劇團 | 《君臣情深》                  | 皇后              |

### 舞台劇
| 年度   | 劇團           | 劇名                      | 角色            |
| ------ | -------------- | ------------------------- | --------------- |
| 1981年 | 楊麗花歌仔戲團 | 《漁孃》                  | 小翠            |
| 1995年 | 楊麗花歌仔戲團 | 《雙槍陸文龍》            | 耶律芙蓉        |
| 1999年 | 唐美雲歌仔戲團 | 《梨園天神》              | 徐芙蓉          |
| 2000年 | 唐美雲歌仔戲團 | 《龍鳳情緣》              | 靈鳳公主        |
| 2000年 | 楊麗花歌仔戲團 | 《台灣梁祝》              | 祝英台          |
| 2001年 | 唐美雲歌仔戲團 | 《榮華富貴》              | 太后            |
| 2002年 | 唐美雲歌仔戲團 | 《添燈記》                | 玉蓮            |
| 2003年 | 唐美雲歌仔戲團 | 《大漠胭脂》              | 宇文玉塵        |
| 2007年 | 楊麗花歌仔戲團 | 《丹心救主》              | 李宸妃          |
| 2008年 | 唐美雲歌仔戲團 | 《黃虎印》                | 白露            |
| 2008年 | NCO 傳奇系列   | 《她們的美麗與哀愁》      | 千金公主        |
| 2008年 | 唐美雲歌仔戲團 | 《蝶谷殘夢》              | 焦慕香          |
| 2009年 | 唐美雲歌仔戲團 | 《宿願浮生》              | 明霞            |
| 2010年 | 唐美雲歌仔戲團 | 《蝴蝶之戀》              | 阿珠            |
| 2010年 | 唐美雲歌仔戲團 | 《六度經 - 仁者無仇》     | 猿姬 / 孔雀公主 |
| 2011年 | 唐美雲歌仔戲團 | 《大願千秋》              | 崔賢玉          |
| 2012年 | 唐美雲歌仔戲團 | 《燕歌行》                | 甄宓            |
| 2013年 | 唐美雲歌仔戲團 | 《花田錯了嗎》            | 卞機            |
| 2013年 | 唐美雲歌仔戲團 | 《子虛賦》                | 卓文君          |
| 2014年 | 唐美雲歌仔戲團 | 《狐公子綺譚》            | 妙月 / 月下香   |
| 2014年 | 唐美雲歌仔戲團 | 《御夫鞋》                | 許阿笑          |
| 2014年 | 唐美雲歌仔戲團 | 《香火》                  | 彩娘            |
| 2015年 | 唐美雲歌仔戲團 | 《春櫻小姑 - 回憶的迷宮》 | 李春櫻          |
| 2015年 | 唐美雲歌仔戲團 | 《文成公主》              | 文成公主        |
| 2016年 | 唐美雲歌仔戲團 | 《冥河幻想曲》            | 水仙            |
| 2016年 | -              | 《見城》                  | 山女            |
| 2016年 | 唐美雲歌仔戲團 | 《風從何處來》            | 江山秀          |
| 2017年 | 唐美雲歌仔戲團 | 《春櫻小姑2 - 螢姬物語》  | 李春櫻          |
| 2017年 | 唐美雲歌仔戲團 | 《佘太君掛帥》            | 柴郡主          |
| 2017年 | 唐美雲歌仔戲團 | 《新梁祝》                | 祝英台          |
| 2018年 | 唐美雲歌仔戲團 | 《夜未央》                | 衛子夫          |
| 2019年 | 一心戲劇團     | 《當迷霧漸散》            | 羅太夫人        |
| 2021年 | 一心戲劇團     | 《當時月有淚》            | 韋太后          |
| 2021年 | 唐美雲歌仔戲團 | 《天鵝宴》                | 楊淑妃          |
| 2022年 | 唐美雲歌仔戲團 | 《冥遊記 - 帝王之宴》     | 長孫皇后        |
| 2022年 | NCO 臺灣國樂團 | 《馬偕情書》              | 陳塔嫂          |
| 2023年 | 唐美雲歌仔戲團 | 《臥龍：永遠的彼日》      | 黃月英          |
| 2024年 | -              | 《1624》                  | 長老理加之妻    |
| 2024年 | 唐美雲歌仔戲團 | 《孟婆客棧：冥星雙飛俠》  | 方素秋          |

### 電影
| 年度   | 片名             | 角色   |
| ------ | ---------------- | ------ |
| 1961年 | 《乞食與千金》   | 劍龍   |
| 1961年 | 《劍龍小飛俠》   | 劍龍   |
| 1961年 | 《王寶釧》       | -      |
| 1962年 | 《金銀天狗》     | 江小敏 |
| 1962年 | 《銀面小天狗》   | 江小敏 |
| 1963年 | 《流浪三兄妹》   | 小奇   |
| 1963年 | 《小按君》       | -      |
| 1964年 | 《乞食王子》     | -      |
| 1964年 | 《三兄妹告御狀》 | 小奇   |
| 1964年 | 《三兄妹報父仇》 | 小奇   |
| 1981年 | 《陳三五娘》     | 益春   |
| 2009年 | 《青春歌仔》     | 秋香   |

## 獎項[11]
| 年份       | 獲提名   | 獎項                                     | 結果 |
| ---------- | -------- | ---------------------------------------- | ---- |
| 2016/08/13 | 文成公主 | 第27屆傳藝金曲獎戲曲表演類年度最佳演員獎 | 入圍 |
| 2018/08/11 |          | 第29屆傳藝金曲獎戲曲表演類特別獎         | 獲獎 |

## 外部連結
- 秀年雅舍
- 許秀年粉絲團的Facebook專頁
- 許秀年的新浪微博
- 許秀年在香港影庫上的簡介